# Amsterdam-Zuidoost
Zuidoost (deutsch Südost) ist ein Stadtbezirk der niederländischen Hauptstadt Amsterdam in der Provinz Nordholland.
Er ist 22,11 Quadratkilometer groß und hatte im Januar 2024 92.378 Einwohner. Der Stadtteil liegt im Südosten Amsterdams, grenzt als Exklave aber nicht an das restliche Gemeindegebiet von Amsterdam. In Zuidoost findet einmal jährlich das Kwaku Summer Festival statt, die größte multikulturelle Veranstaltung dieser Art in Amsterdam.

## Geschichte
Kern von Zuidoost ist das Viertel Bijlmermeer. Dessen Bezeichnung geht zurück auf einen im 17. Jahrhundert trockengelegten See (niederländisch meer), an dem das Dorf Bijlmer lag. Die schlechten Voraussetzungen des eingepolderten Sees für Baumaßnahmen wie hoher Wasserspiegel, weicher Boden und die Hochwasseranfälligkeit bewirkten, dass seine Fläche noch bis in die 1960er Jahre nur gering bebaut war.
Da die Stadt Amsterdam in den 1960er Jahren an ihre Wachstumsgrenzen stieß, wurde die Gemeinde Weesperkarspel, in der Bijlmer und das Bijlmermeer lagen, 1966 eingemeindet, um die freie Fläche des vormaligen Sees als Stadtentwicklungsgebiet zu nutzen. Das Gebiet der ehemaligen Gemeinde wurde daraufhin zum Stadtteil Zuidoost. Da dieser eine Exklave bildete, war geplant, die dazwischenliegende Gemeinde Ouder-Amstel später auch einzugemeinden, was aber wegen des Widerstandes der Bürger von Ouder-Amstel später verworfen wurde, wodurch Zuidoost eine Exklave blieb.
Bereits vor Vollzug der Eingemeindung hatten 1963 die Maßnahmen zur Bodenaufbereitung für Bauprojekte begonnen. Das Neubaugebiet sollte Le Corbusiers Paradigma der funktionellen Stadt, entsprechend dessen Studie Plan Voisin, folgen. Dieses als Wohnmaschine bekannt gewordene Konzept sah unter anderem die räumliche Trennung der Stadtfunktionen Wohnen, Arbeiten, Erholung und Verkehr vor. Von 18.000 geplanten Wohneinheiten sollten 12.000 in einem wabenförmigen Hochhauskomplex entstehen. Die erste Wohnung wurde 1968 bezogen und die letzte innerhalb des Projektes 1975 fertiggestellt.
Konzeptionelle Schwächen, Planungsfehler sowie die verspätete Bereitstellung entscheidender Infrastruktur ließen die Neubaugegend von Anfang an nicht funktionieren und setzten eine Abwärtsspirale in Gang, die der Gegend bald den Ruf der schlechtesten Wohngegend der gesamten Niederlande einbrachte. Versuche, den Trend umzukehren, erzielten nur punktuelle Erfolge.

### El-Al-Flug 1862
Am 4. Oktober 1992 stürzte eine Boeing 747-285F in eine Wohnanlage im Wohnviertel Bijlmermeer. Dabei starben 39 Einwohner und 4 Crewmitglieder. Die betroffenen Gebäude wurden abgetragen, wobei die Fundamente erhalten blieben. In ihrer Nähe steht heute das Bijlmer-Monument.

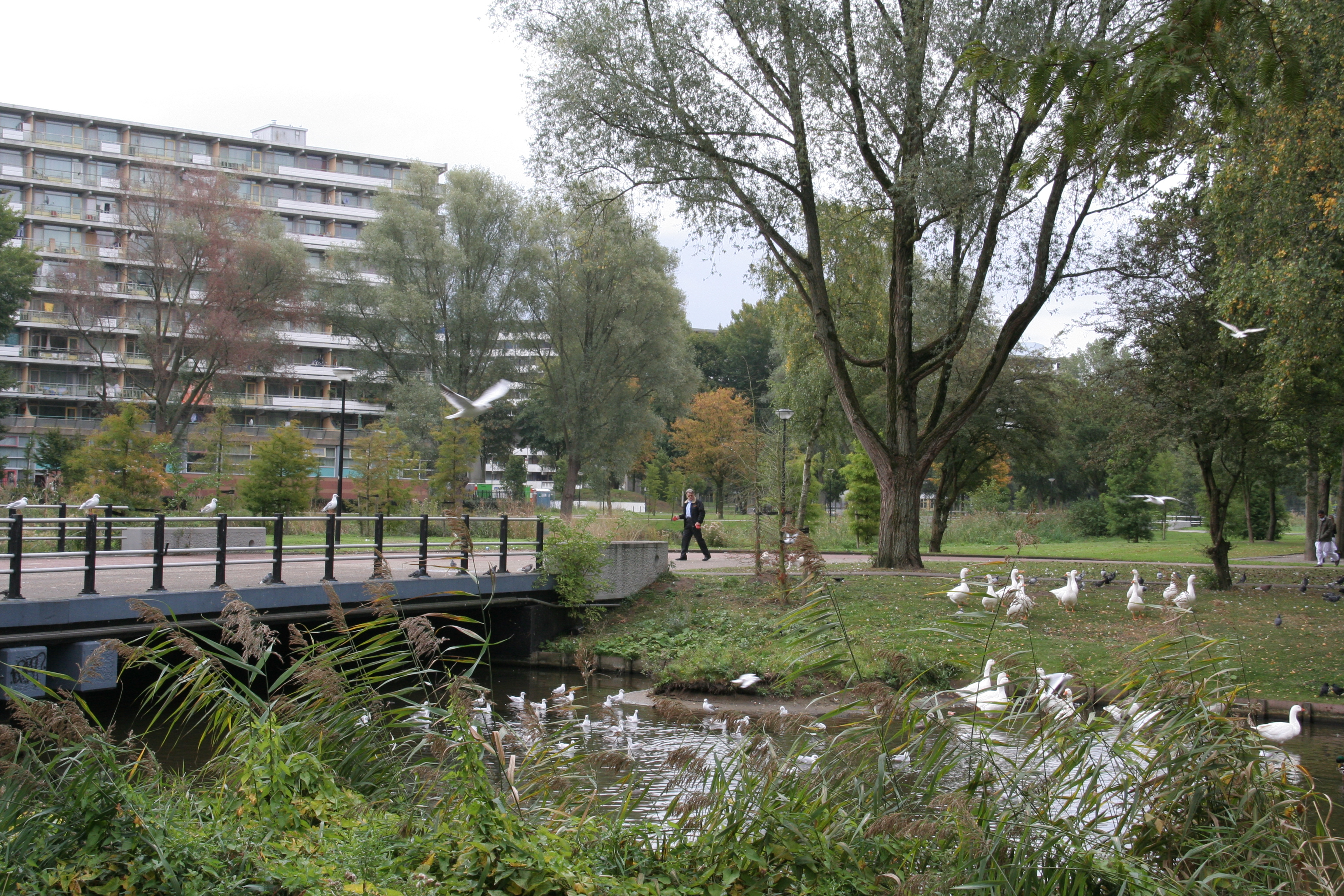
Großwohnsiedlung Bijlmermeer, 1966–75
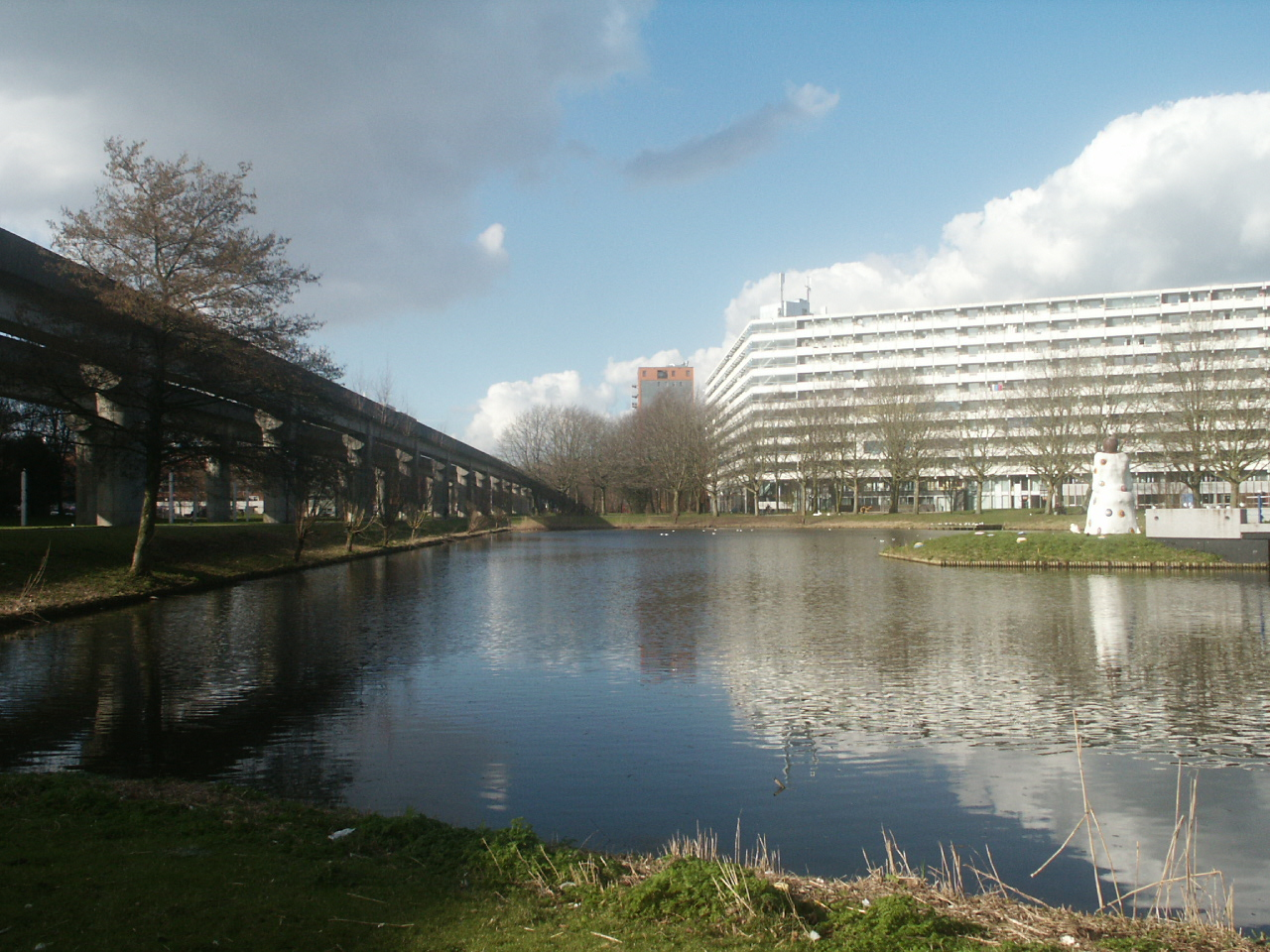
Metrolinie in Bijlmermeer
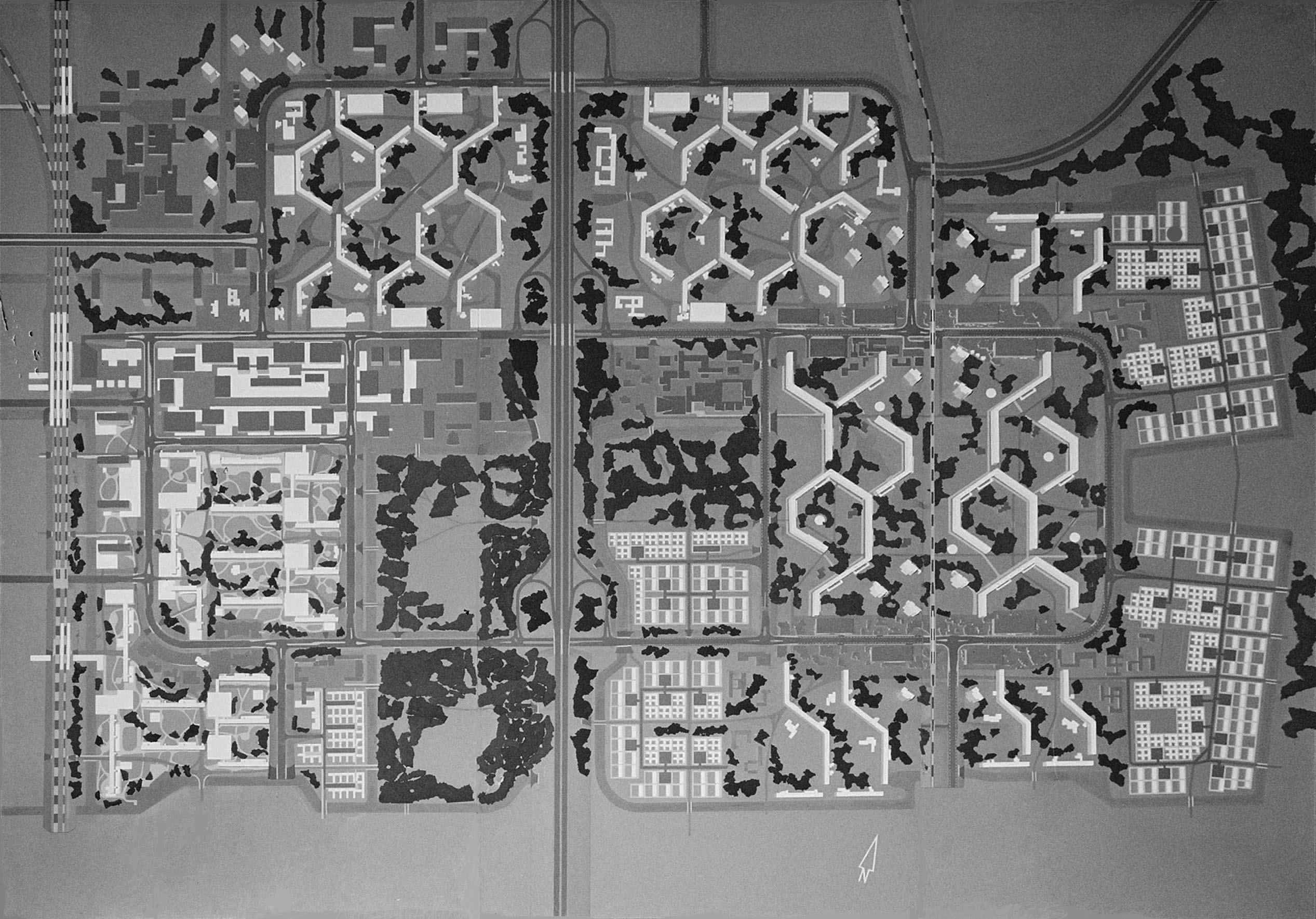
Masterplan 1965 Bijlmermeer von Siegfried Nassuth
Bijlmermeer 2012, bestehende (rot) und abgebrochene (grau) Gebäude

## Wohnviertel
- Bijlmermeer
- Amstel III
- Gaasperdam
- Venserpolder
- Driemond
- Bullewijk (Gewerbegebiet mit 175 Einwohnern)

## Sehenswürdigkeiten
In Zuidoost befindet sich die Johan-Cruyff-Arena.

## Naherholungsgebiete
- Bijlmerpark
- Bijlmerweide
- Broekzijdse polder
- Gaasperpark
- Gaasperzoom
- Gaasperplas
- De Hoge Dijk
- Ouderkerkerplas